# Башаков, Михаил Анатольевич
Михаил Анатольевич Башако́в (род. 1 июля 1964 года, Ленинград, СССР) — российский музыкант, поэт, автор-исполнитель, художник. Лидер и автор песен группы «Башаков BAND» («Башаков-бэнд»).

## Биография
По признанию самого Башакова, стихи и музыку пишет с 15 лет.
С начала 80-х годов играл во множестве коллективов.
В 1987 году вместе с Владимиром Духариным основывает группу «Трикстер».
В 1989—1990 гг. проходят выступления на фестивалях Ленинградского рок-клуба, «Аврора-89», «Европа-Азия», на рок-фестивале в г. Череповце. В тот же период группа меняет название на «Духи». Изюминкой группы стало оригинальное решение использования баяна как второго солирующего инструмента группы.
В 1991 году записывается первый альбом — «Счастье». Второй альбом группы, «Киньшандуха», так и не увидел свет.
После распада группы Башаков в паре с Михаилом Сульиным создаёт техно-гитарный проект «Парашюты Hi-Fi», который имеет успех в клубах Германии и Швейцарии.
В 1998 году на базе джазового коллектива «Калипсо блюз бэнд» Башаков создаёт группу «Башаков BAND» (позже переименованная в «Башаков», на данный момент вновь возвращённая к первоначальному названию). Оперативно записывает на петербургской студии «Добролёт» альбом «Солнце под крылом».
Состав группы на тот момент:
- Михаил Башаков — вокал;
- Дмитрий Кустов — гитара, бэк-вокал;
- Алексей Емельянов — бас-гитара;
- Виктор Болотов — барабаны;
- Константин Уткин — клавиши, баян, аккордеон;
- Александр Гуреев — саксофон.

Большой резонанс производит появившийся на дебютном альбоме группы «Конец фильма» совместный хит Башакова и лидера этого ансамбля Евгения Феклистова — «Элис» на музыку Smokie, исполненный ими дуэтом. Песня ввиду своей популярности дала старт волне высмеиваний и даже откровенной травли певца Сергея Пенкина. В тексте песни, написанном Башаковым, содержится гомофобское утверждение о якобы нетрадиционной ориентации никогда не совершавшего каминг-аут Сергея Пенкина — «с нами Шурик (Шура), с нами Сергей, он отличный парень, несмотря на то, что гей». Рифма Башакова «Сергей-гей» позже была использована в высмеивающем Пенкина номере резидентов Comedy Club Харламова и Мартиросяна «Пенкин и Элтон Джон». В дальнейшем Башаков создает еще одно юмористическое произведение, наполненное намеками на якобы нетрадиционную ориентацию этого певца — «Песню про Пенкина», и исполняет ее на концертах. Однако популярности «Элис» это произведение не достигает.
Огромная популярность «Элис» и необходимость самому исполнять свои песни со сцены побудили Михаила озаботиться созданием новой группы. В клубе авторской песни Башаков встретил певицу и автора песен Настю Макарову, которая училась в институте Культуры. Настя прониклась его музыкой и привела друзей, в результате чего в феврале 2000 года сформировался новый состав музыкантов «Башаков BAND»:
- Анастасия Макарова — гармоника, бэк-вокал;
- Ринат Сафаргалиев — бас;
- Роман Николаев — барабаны.

Вскоре текущего гитариста сменил Алексей Федичев, а через несколько месяцев ряды группы усилились появившимся клавишником Максимом Ляпиным.
Состав дебютировал в «Зоопарке» 17 марта 2000-го, после чего начал регулярно выступать в Петербурге и Москве. Помимо этого Башаков активно участвовал в акустических акциях творческого сообщества «Могучая Кучка», сложившегося вокруг группы «Зимовье зверей», а также объединился в трио с поэтом и певцом «Зимовья» Костей Арбениным и автором-исполнителем Кириллом Комаровым. В июне 2000-го «Башаков-бэнд» выступил на долгоиграющем фестивале «Анимализм» на сцене «Зоопарка».
Со временем бэнд раздвоился на электрическую и акустическую фракции. В последнюю вошли Настя Макарова и лидер группы «Танки», гитарист и певец Дмитрий Максимачёв. Между тем, электрическая версия оставалась на удивление стабильной.
Вернувшийся из Штатов Павел Кашин выпустил в мае 2001 давно задуманный и выношенный альбом «Герой» из песен как самого Башакова, так и сочинённых ими вместе.
В начале 2001-го Башаков подписал контракт с компанией «РММ», которую создали Игорь «Панкер» Гудков и Антон Соя. Он выступил на фестивале «Нашествие» в Раменском (август 2001) и связался с фирмой «CD Land», которая в 2002-м выпустила его первый компакт-диск «Формула весны», включавший песни, записанные за несколько лет на четырёх разных студиях, в том числе непременную «Элис» (в двух вариантах), его следующий радийный хит «Самбади», а также «Сердце полное тишины», «Танцуй», «Карман», «Саблю» и одну из его лучших в поэтическом отношении работ начала века «Операция (по удалению любви)». К тому времени приставка «Бэнд» отпала и в дальнейшем группа фигурировала на афишах и обложках альбомов исключительно как «Башаков».
В 2003 материальное воплощение получила и акустическая программа «Башакова» — концертный альбом «Немножко Live», изданный группой под собственным лейблом.
Окончательно связавшего свою судьбу с «Doo Bop Sound» Николаева в июне 2003 сменил барабанщик Вадим Марков. Его дебют состоялся на следующем альбоме «Башакова» «Сопротивление нелюбви». Помимо заглавной песни, ставшей для музыканта своего рода программной, он включал ещё один быстро ставший популярным кавер «Не парься, будь счастлив» (в оригинале «Don’t Worry, Be Happy» Бобби Макферрина), новую версию хита «Духов» «Светлый день» и «Цирк маленький», сочинённый Башаковым на пару с Федичевым, которого в апреле пригласили на место Вадима Курылёва в «DDT». Отчасти благодаря этому альбом был записан на Студии «DDT», а в работе над ним участвовали Игорь Доценко и Александр Бровко из «DDT».
В январе 2004 Света Сурганова пригласила Вадима Маркова в свой «Оркестр» — некоторое время он совмещал обе группы (в частности, играл с «Башаковым» на июньском фестивале «Окна Открой!») — но в следующем альбоме «Infормация», который записал на «Балтике» незаменимый Коля Алмаев, на барабанах играл Дмитрий Веселов (экс-«Петля Нестерова», «Аквариум», Vermicelli Orchestra), а остальные роли исполняли Федичев, Максимачёв, Макарова и Емец. В альбом, изданный фирмой Никитин (она же ещё раз переиздала «Солнце под крылом»), вошли свежие песни, материал прежних лет («Последний день 2000-й весны», «Озорничаю») и новая версия «Хорошо» «Духов».
Ввиду того, что Федичев был плотно занят с «DDT», Ляпин играл джаз, Веселов эмигрировал в Скандинавию, а Максимачёв колесил по миру как звукорежиссёр Billy’s Band, в 2004—2005 Башаков выступал, по большей части, соло или малым акустическим составом, тесно сотрудничал с «Могучей Кучкой» и участвовал в различных благотворительных акциях. В том же году он самостоятельно издал распространяемый на концертах альбом «Лучшее». Вновь собраться вместе группа «Башаков» смогла только в конце 2005, когда у Михаила накопилось много нового материала, за барабаны пришёл способный дебютант Денис Василевский, а на Студии «DDT» началась работа над очередным альбомом группы.
За время своей жизни попробовал и, разумеется, преуспел во множестве разнообразных профессий, от грузчика до кинооператора. От кинооператорского прошлого Михаила остались несколько короткометражных фильмов, клип «Духов» на песню «Интеллигент», сценарий к клипу Павла Кашина «Подсолнух», а также сценарий и раскадровки к собственному клипу «Игра», снятому Борисом Деденевым в 1997 г.
Неоднократный хэдлайнер арт-фестиваля Baikal-live (Байкал, Иркутск).
В 2018 году принял участие в записи антивоенного сборника «АнтиАрмия. Нам не нужна война!».
Почетный член Интернационального Союза писателей (ИСП).

## Дискография

### Студийные альбомы
- 1991 — Счастье (группа «Духи»)
- 1998 — Солнце под крылом
- 2002 — Формула весны
- 2004 — Сопротивление нелюбви
- 2004 — Infoрмация
- 2005 — Жёсткое стебалово[3]
- 2007 — Сигналы из глубины
- 2009 — Стихия (Акустика)
- 2011 — НАД
- 2014 — Мишель
- 2015 — Спроси себя

### Концертные альбомы
- 2003 — Немножко LIVE;
- 2004 — Квартир.ник;
- 2014 — LIVE IN THE ROCK BAR.

### Сборники
- 2005 — Лучшее;
- 2005 — Лови настроение Рок-Н-Ролл.

### DVD-video
- «Блюзы и баллады под гитару и без». Концертный DVD совместного проекта Михаила Башакова, Константина Арбенина, Кирилла Комарова («АрБаКом») . Записано 02.11.2007 г. в г. Москве, в концертном зале ЦДРИ «Арт’Эрия». Продюсер издания — Николай Топников.

## Кино
- Роль барда в фильме Ю. Б. Мамина «Не думай про белых обезьян».
- Песни Михаила Башакова звучат в фильме «Коммуналка» (2011 г., режиссёр Максим Бриус).

## Мультфильм
- Элис (мультфильм) — 2002 г. — анимационный клип на песню «Элис» Михаила Башакова и группы «Конец фильма», режиссёр и художник-постановщик — Дмитрий Резчиков.

## Сотрудничество с другими исполнителями
В 2013 году в Иркутске, после выступления на фестивале Baikal-live, совместно с Олегом Медведевым и Павлом Фахртдиновым был записан  клип "Колыбельная лету", в память Иркутскому исполнителю Руслану Бажину (автору текста песни)
Михаил Башаков совместно с Константином Арбениным исполняет песню «Русский народный блюз»

## Факты
В 2019 году Михаил Башаков не смог приехать, как обещал, на фестиваль Baikal-live и «нарёк официальным представителем своего творчества в городе Иркутске» Романа Стрельченко (исполнителя, певца, звукорежиссёра). Который в свою очередь выступил на фестивале от лица Михаила Башакова, исполнив сет его песен («Сопротивление нелюбви», «Время уходит», «Глубокая радость», «Светлый день», «Сигналы из глубины»).
Участник фестиваля «Как Бы Фест».
Участник фестиваля «Платформа».